# Hohn am Berg (Schlüsselfeld)

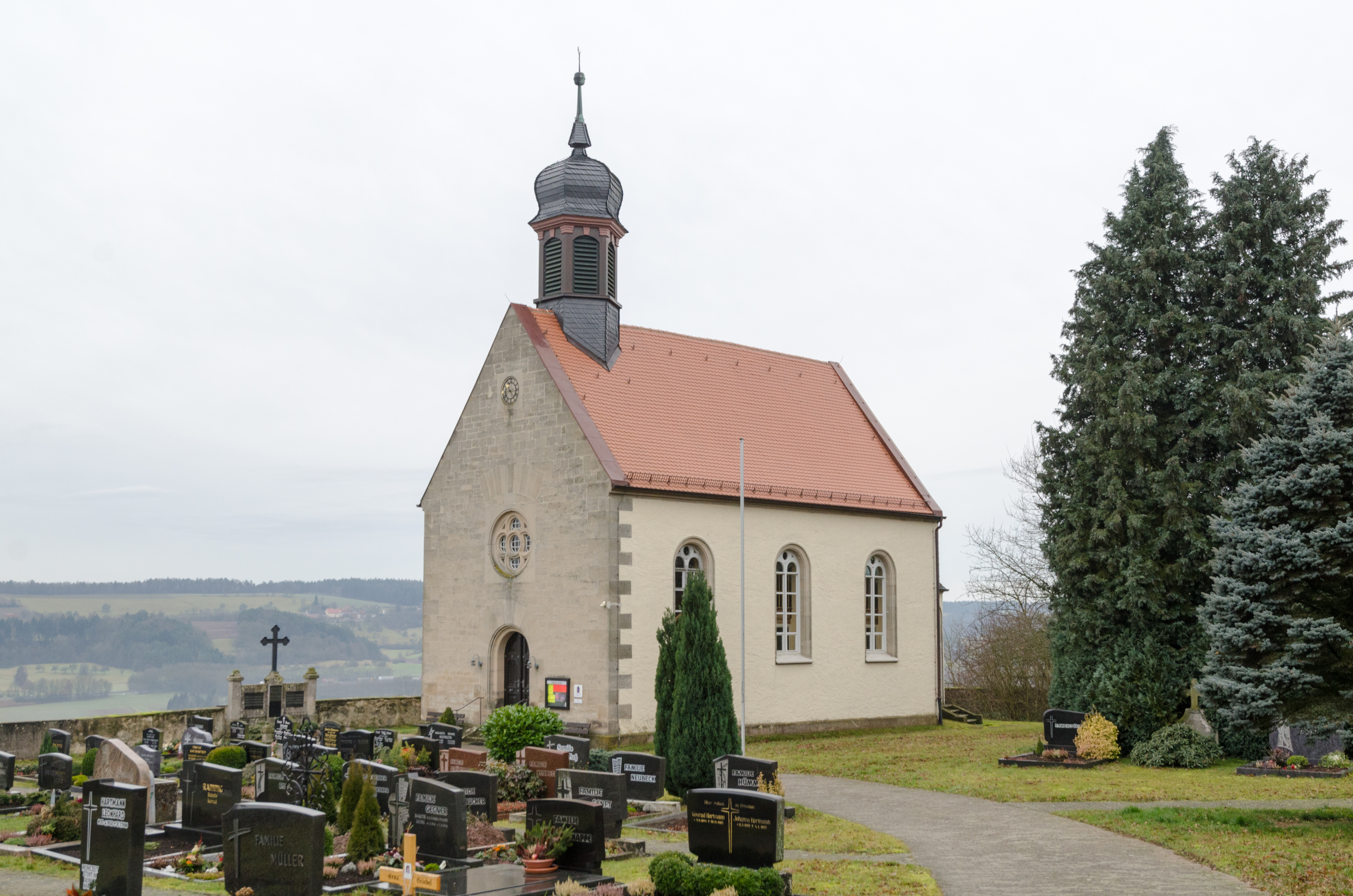
Die evangelische Kapelle St. Gallus

Hohn am Berg ist ein Gemeindeteil der Stadt Schlüsselfeld im Landkreis Bamberg (Oberfranken, Bayern). Hohn am Berg liegt in der  Gemarkung Aschbach.

## Geografie
Das Kirchdorf liegt auf einem Bergrücken, der zu allen Seiten außer dem Norden abfällt. Eine Gemeindeverbindungsstraße führt zur Staatsstraße 2260 bei Seeramsmühle (0,9 km südlich) bzw. nach Aschbach zur Kreisstraße BA 20 (1,4 km östlich).

## Geschichte
1802 kam Hohn am Berg an das Kurfürstentum Bayern. Im Rahmen des Gemeindeedikts (frühes 19. Jahrhundert) wurde der Ort der Ruralgemeinde Aschbach zugewiesen.
Am 1. Mai 1978 wurde die Gemeinde Aschbach im Zuge der Gebietsreform in die Stadt Schlüsselfeld eingegliedert.

## Baudenkmäler
- Haus Nr. 23: evangelisch-lutherische Kapelle St. Gallus